# Заречье (Жлобинский район)
Заречье (бел. Зарэчча) — деревня в Щедринском сельсовете Жлобинского района Гомельской области Белоруссии.

## География
В 38 км на северо-запад от Жлобина, 14 км от железнодорожной станции Красный Берег (на линии Бобруйск — Жлобин), 129 км от Гомеля.
На севере мелиоративные каналы.

## История
По письменным источникам известна с XIX века как деревня в Степовской волости Бобруйского уезда Минской губернии. В 1930 году организован колхоз «Пробуждение», работали кузница и столярная мастерская. 15 жителей погибли на фронтах Великой Отечественной войны. Согласно переписи 1959 года в составе колхоза «Прогресс» (центр — деревня Степы).

## Население

### Численность
- 2004 год — 42 хозяйства, 78 жителей.
- 2009 год — 55 жителей.

### Динамика
- 1897 год — 46 дворов, 269 жителей (согласно переписи).
- 1925 год — 54 двора.
- 1959 год — 308 жителей (согласно переписи).
- 2004 год — 42 хозяйства, 78 жителей.
- 2009 год — 55 жителей.

## Транспортная сеть
Транспортные связи по просёлочной, а затем автомобильной дороге Бобруйск — Гомель. Планировка состоит из прямолинейной улицы, ориентированной с юго-запада на северо-восток, к которой на севере присоединяется короткая прямолинейная улица. Застройка двусторонняя, деревянная, усадебного типа.